# Miguel Miramón
Miguel Miramón, né le 29 septembre 1832 à Mexico (Mexique) et mort exécuté le 19 juin 1867 au Cerro de las Campanas au Querétaro (Mexique), est un général et homme d'État mexicain. Il est à deux reprises président du gouvernement conservateur durant la guerre de Réforme,,, à l'issue de laquelle est il est vaincu à la bataille de Calpulalpan et fuit le pays.  
Général de l'empereur Maximilien du Mexique, au service du Second Empire mexicain, il est appréhendé par les troupes républicaines en même temps que l'empereur, et condamné et fusillé en même temps que lui et que Tomás Mejía. L'histoire le dépeint comme un traître et son nom est rarement mentionné comme un héros, mais Miguel Miramón est l'un des cadets qui se trouvait au château de Chapultepec lors de l'attaque des Américains sur le Mexique. 
En 1846, Miramón entre au Collège militaire et à seulement 15 ans, il fait partie des centaines de jeunes qui affrontent les Américains, un acte de courage car, en tant que cadets, ils ne sont pas obligés de participer.
En 1847, l'armée américaine s'avança au Mexique et arriva dans la ville en août, après plusieurs batailles, elle se prépara à l'attaque finale qui se déroulerait dans la capitale au cours du mois de septembre.
En 1851, il est nommé lieutenant d'artillerie et plus tard en 1853 promu capitaine du deuxième bataillon actif de Puebla et la même année commandant du bataillon actif de Baja California.